# 高砂市立伊保南小学校
高砂市立伊保南小学校（たかさごしりついほみなみしょうがっこう）は、兵庫県高砂市梅井2丁目に所在する公立小学校。
略称は「伊保南（いほなん）」、児童の略称は「南っ子」。

## 沿革
- 1982年 - 開校

## 行事
- 4月 - 入学式
- 6月 - 開校記念日
- 10月 - 運動会[2]
- 11月 - 音楽会
- 1月 - 南っ子フェスティバル
- 3月 - 卒業式

## 通学区域
- 梅井
- 高須
- 古沼・タクマ・三ノ島

## 通学区域が隣接している学校
- 高砂市立荒井小学校
- 高砂市立伊保小学校
- 高砂市立曽根小学校
- 姫路市立大塩小学校 （海を挟んで隣接。）